# Joaquim Ruyra
Joaquim Ruyra i Oms (Gerona, 27 de septiembre de 1858 - Barcelona, 15 de mayo de 1939) fue un escritor español, considerado uno de los grandes cuentistas modernos del siglo XX.

Maestro insigne de las letras catalanas. Quizá el más grande escritor que de cualquier lengua hasta hoy he conocido.
Salvador Espriu

## Biografía
Se casó con Teresa de Llinàs de Arnau, hermana de Rafael de Llinàs y de Arnau, barón de Llinàs y perteneciente a la nobleza catalana. Desde los 20 años hasta la guerra civil española, solía pasar la primavera y el otoño en Arenys de Mar. En invierno estaba en Barcelona y en verano en Blanes, donde encontraba la inspiración, en la casa solariega donde su familia se había trasladado en 1873 por motivos políticos.
Durante la guerra, primero fue desposeído de su patrimonio y más tarde homenajeado por sus 80 años. Murió en mayo de 1939, en un momento complicado que silenció su pérdida.

## Obra literaria

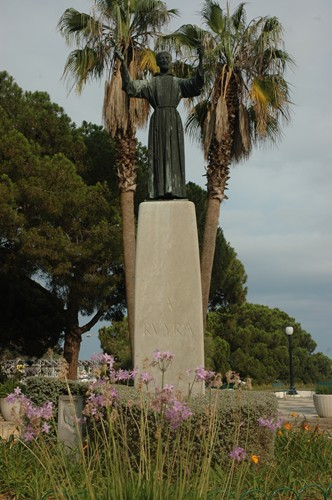
Monumento en Blanes dedicado a Joaquim Ruyra realizado por Joan Rebull.

En Arenys era una persona muy conocida y querida. Fue maestro literario de escritores como Josep Pla, Salvador Espriu o Lluís Ferran de Pol.
Se formó en la lectura de los clásicos, como Homero, Cervantes y Shakespeare, y escribió unas prosas castellanas, pero pronto empezó a publicar sólo textos catalanes: premios en los Juegos Florales y colaboraciones en La Renaixença, La revista, Recull, etc.
Cultivó la poesía, el teatro -sin éxito- y la narración corta, ámbito en el que sobresalió. Su obra, corta, pero de una altísima calidad, lo convierte en uno de los mejores narradores en lengua catalana. Narrador innato y gran innovador, creó un verdadero lenguaje, escuchando la gente de Gerona, del Montnegre, de la Selva y los pescadores de Blanes. Fue un gran descubridor de la naturaleza, que corregía y recobraba constantemente sus precisas descripciones. No en vano, pues, que para muchos escritores posteriores ha sido reconocido como maestro.
Su universo literario se centró en el mar y la costa, en concreto la de Blanes, de donde provenía su familia. Estudió en Barcelona la carrera de Derecho, que no llegó a ejercer. Fue traductor de Schmidt, Molière, Scribe, etc. También hizo artículos sobre filología, que publicó en la prensa bajo el título de Qüestions de llenguatge.

### Relación de narraciones
- Marines i boscatges, 1903
- La parada, 1919
- Pinya de rosa ,1920, reedición ampliada de Marines i boscatges que incluye Jacobé, una bella narración de estilo romántico
- Les coses benignes, 1925
- Entre flames, 1928

### Poesía
- El país del pler, 1906
- Xàfec d'estiu,
- Fulles ventisses, 1919
- La cobla, 1931

### Teatro
- Amor a prova de bomba, 1902
- La Bona Nova, 1928
- En Garet a l'enramada, 1938

Sus Obres completes se publicaron en 1949 y fueron reimpresas en 1964.